# Stuart Hagmann
Pour les articles homonymes, voir Hagmann.
Stuart Hagmann est un réalisateur américain né le 2 septembre 1942 à Sturgeon Bay, Wisconsin (États-Unis). Au début de sa carrière, il réalisa des épisodes pour des séries télévisées comme Mission impossible ou Mannix, il se fit connaître avec Des fraises et du sang qui remporta le Prix du jury au Festival de Cannes.

## Filmographie
- 1970 : Des fraises et du sang (The Strawberry Statement)
- 1971 : Believe in Me
- 1973 : She Lives! (TV)
- 1977 : Tarantula : Le Cargo de la mort (Tarantulas: The Deadly Cargo) (TV)